# Kraut-Weide
Die Kraut-Weide (Salix herbacea) ist eine Pflanzenart aus der Gattung der Weiden (Salix) in der Familie der Weidengewächse (Salicaceae).

## Beschreibung

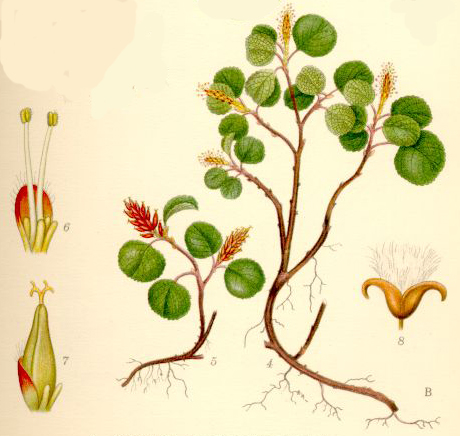
Illustration

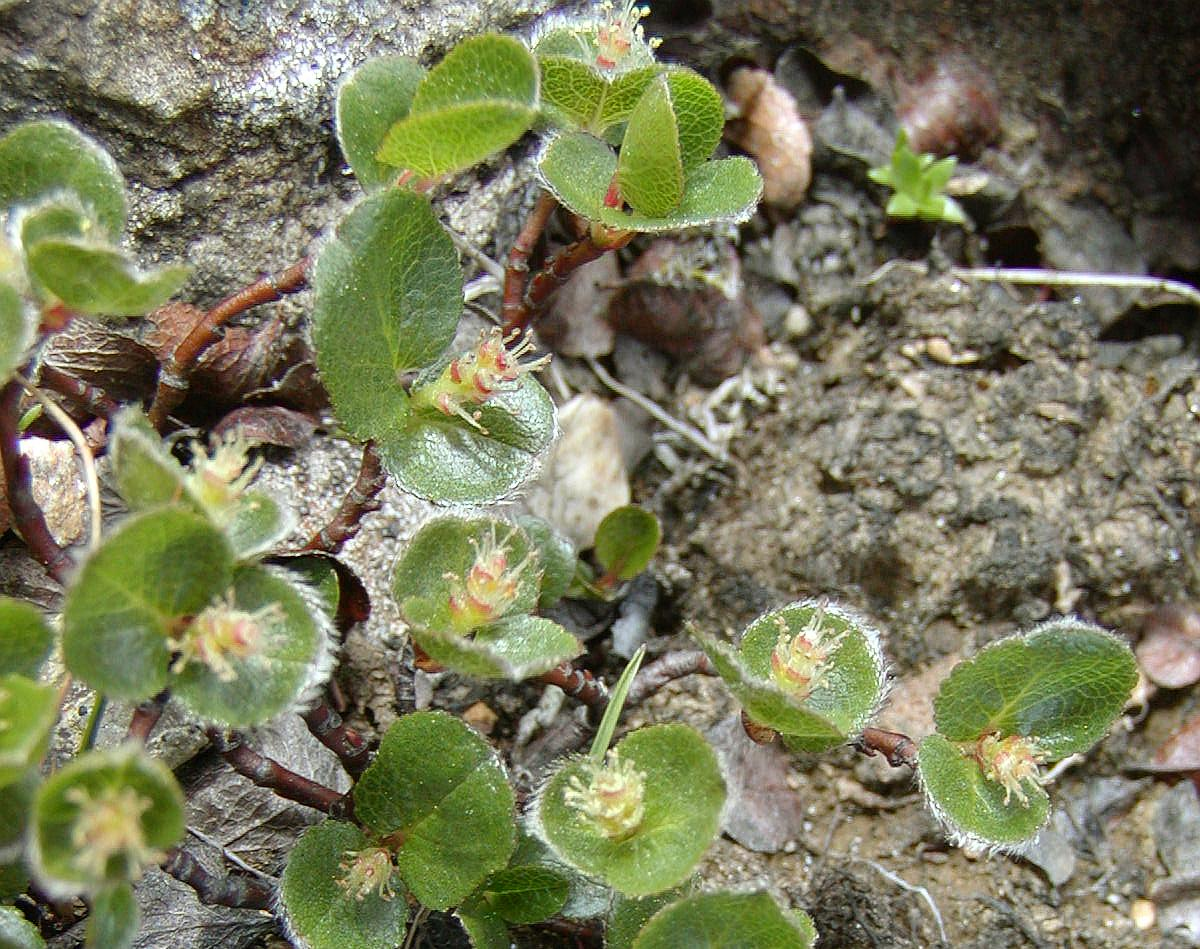
Habitus, Laubblätter und Blütenstände

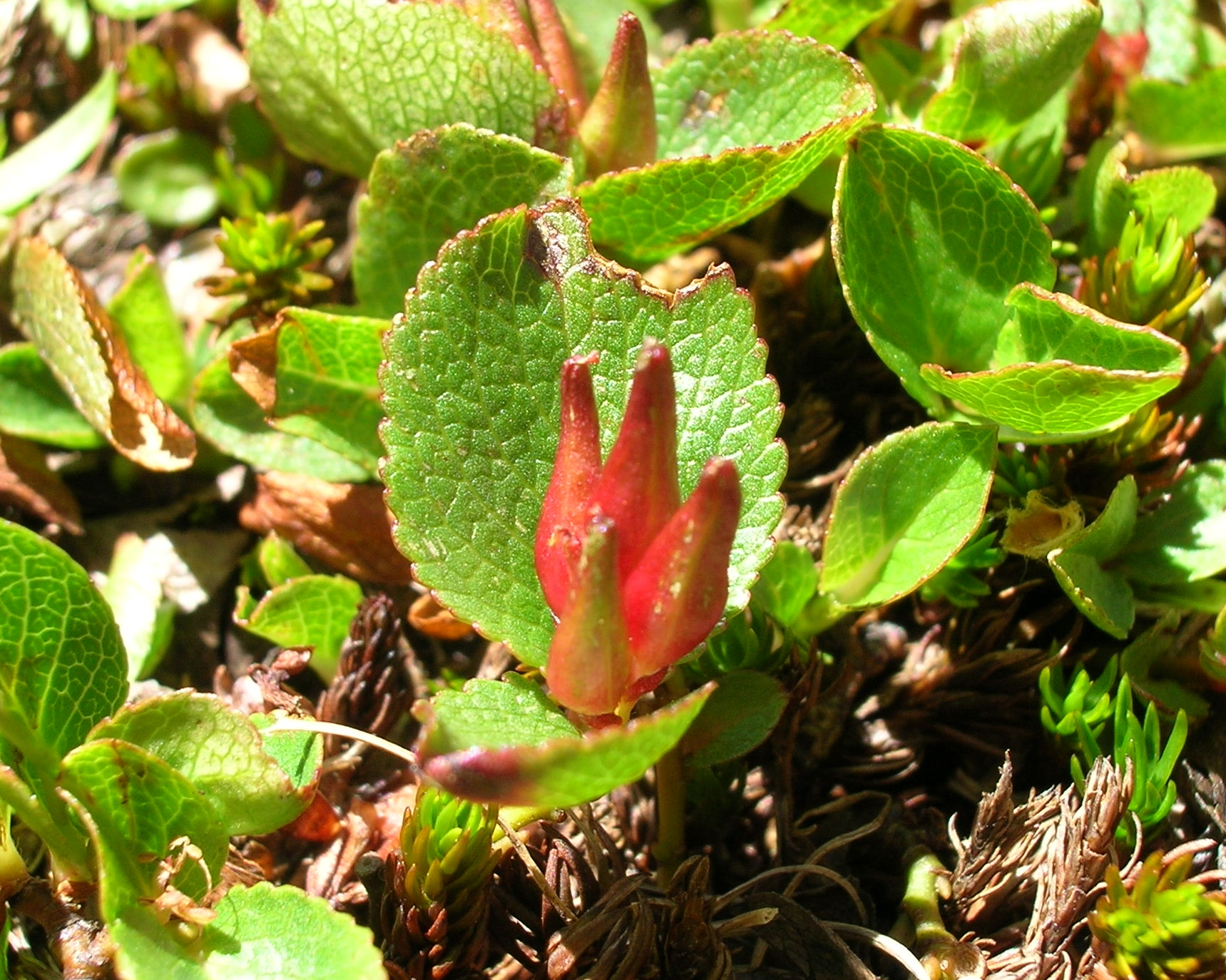
Kraut-Weide, fruchtend, am Wildgrat in den Ötztaler Alpen in Österreich in 2490 Metern Meereshöhe

Die Kraut-Weide wächst als sommergrüner, niederliegender Spalierstrauch oder kriechender Zwergstrauch teppichartig und erreicht nur Wuchshöhen von 2 bis 10 Zentimetern. Der verholzte Stamm kriecht unterirdisch. Der Dickenzuwachs der Stämme ist mit weniger als 0,5 Millimeter pro Jahr äußerst gering. Nur die Zweige mit zwei bis drei kleinen Laubblättern ragen aus der Erde heraus. Die meist zu zweit gegenständig an Kurztrieben stehenden Laubblätter sind kurz gestielt. Die einfache Blattspreite ist bei einer Breite von 5 bis 20 Millimetern rund, kahl und glänzend hellgrün.
Die Blütezeit reicht von Mai bis September. Die Blüten stehen zu viert bis zwölft in einem endständigen, kurz gestielten, fast kugeligen, Kätzchenförmigen Blütenstand. Die Staubbeutel sind vor dem Ausstäuben leuchtend rot, ebenso wie die jungen Früchte.
Die Chromosomenzahl beträgt 2n = 38.

## Ökologie
Bei der Kraut-Weide handelt es sich um einen Chamaephyten.
Die Kraut-Weide weist Anpassungen an den insektenarmen Standort und die lange Schneebedeckung auf: sie wird vom Wind bestäubt, und ihre Samen bleiben im kalten Boden lange keimfähig. Sie wird gerne von arktischen Pflanzenfressern wie dem Schneeschuhhasen abgeweidet und stellte, neben Gräsern, einen wichtigen Nahrungsbestandteil des Wollhaarmammuts dar.

## Vorkommen
»Der kleinste unter allen Bäumen« (Carl von Linné) gilt als Eiszeitrelikt. Die Kraut-Weide ist arktisch-alpin in Asien, Nordamerika, in Europa südlich bis in die Pyrenäen, Apennin und am Balkan verbreitet. 
Sie gedeiht am besten auf kalkfreien und dauerfeuchten Schuttböden in Höhenlagen von 1800 bis zu 3200 Metern. Der Standort sollte etwa 7–8 Monate schneebedeckt sein. In den Allgäuer Alpen steigt sie bis zu 2400 Metern Meereshöhe auf. Am Schrecksee in Bayern kommt sie sogar bei nur 1810 Metern Meereshöhe vor.
Die ökologischen Zeigerwerte nach Landolt & al. 2010 sind in der Schweiz: Feuchtezahl F = 3+w (feucht aber mäßig wechselnd), Lichtzahl L = 5 (sehr hell), Reaktionszahl R = 2 (sauer), Temperaturzahl T = 1 (alpin und nival), Nährstoffzahl N = 2 (nährstoffarm), Kontinentalitätszahl K = 1 (ozeanisch).
Die Kraut-Weide ist Charakterart der Pflanzengesellschaft Salicetum herbaceae aus dem Verband Salicion herbaceae, die in Schneetälchen auf kalkarmen Böden gern zusammen mit dem Gelbling (Sibbaldia procumbens) oder dem Zwerg-Ruhrkraut (Gnaphalium supinum) siedelt. Die Kraut-Weide kommt aber auch im Luzuletum alpinopilosae oder in feuchten Gesellschaften der Verbände Caricion curvulae oder Nardion vor.

## Taxonomie
Salix herbacea wurde 1753 von Carl von Linné in Species Plantarum Seite 1018 erstveröffentlicht.